# Nyizsnyekolimszki járás

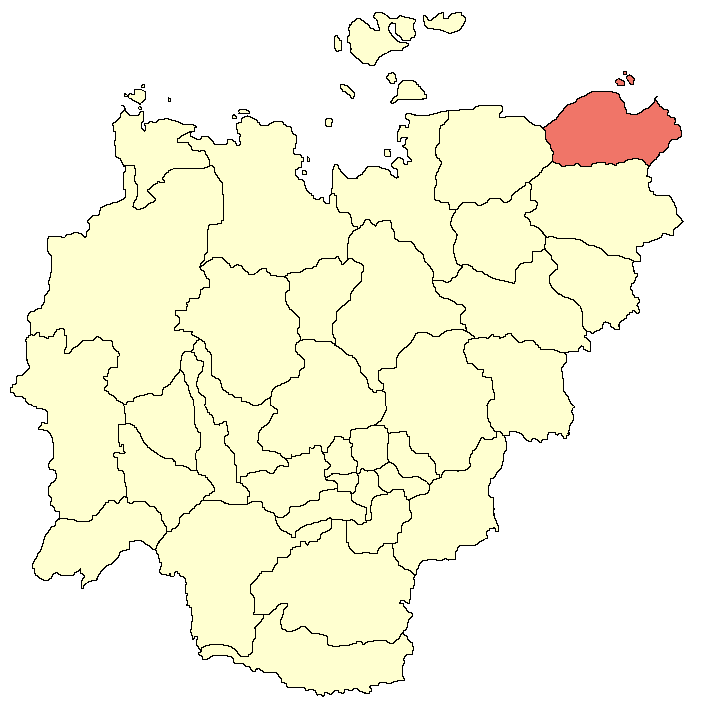
A Nyizsnyekolimszki járás Jakutföldön

A Nyizsnyekolimszki járás (oroszul Нижнеколымский район, jakut nyelven Аллараа Халыма улууһа) Oroszország egyik járása Jakutföldön. Székhelye Cserszkij.

## Népesség
- 2002-ben 5932 lakosa volt, akik főleg oroszok, de jakutok, csukcsok és jukagirek is lakják.
- 2010-ben 4664 lakosa volt, melyből 1897 orosz, 896 jakut, 600 even, 506 csukcs, 390 jukagir, 137 ukrán stb.